# Run (canção de Foo Fighters)
Run é uma canção da banda de rock americana Foo Fighters. Foi lançada em 1 de junho de 2017 como primeiro single do álbum Concrete and Gold. A música teve um bom desempenho comercial e crítico, liderando a parada da Billboard dos EUA Mainstream Rock. A música ganhou o Grammy Award por Melhor Canção de Rock e foi nomeada para o Grammy Award de Melhor Performance de Rock, pela 60ª Edição do Grammy Awards.
Um vídeo para a canção foi lançado no mesmo dia do single. Ele mostra a banda tocando a música em um lar de idosos abandonado, com os integrantes maquiados, fazendo com que se pareçam mais velhos, e acabam provocando uma briga generalizada entre outros pacientes. O vídeo foi inspirado pelo baterista Taylor Hawkins, que reclamava de ter que fazer um trabalho promocional para o ciclo de músicas e álbuns enquanto a banda estava começando a parecer mais velha. Quando Grohl disse a ele que "isso realmente não importa", Hawkins propôs levá-lo na direção oposta e propositalmente parecerem mais velhos, inspirando Grohl a escrever um tratamento para o vídeo.